# Diana León
Diana Isabel León Rennella (Guayaquil, 1 de octubre de 1984) es una presentadora y reportera de noticias, además de modelo ecuatoriana. Fue Reina de Guayaquil en 2003.

## Biografía
Nació en Guayaquil, el 1 de octubre de 1984. Sus padres son Abel León y Carmen Rennella.
A los 35 años, su padre quien se desempeñaba como técnico de ganadería, sufre una lesión en la columna vertebral, situación que dificulta la economía familiar, obligando a su padre a trabajar con menor intensidad. Diana y sus tres hermanos (Patricia, Juan Gabriel, Gabriel) tuvieron que enfrentar la dura situación familiar empezando a trabajar a temprana edad.
Diana empieza a trabajar como modelo a los 15 años. Sus primeras experiencias dentro del modelaje las realiza animando eventos y firmando autógrafos para niños. A partir de estas experiencias empieza a posar para varias revistas y a participar en desfiles de moda y belleza. Su vida pública empieza a sus 19 años cuando ganó la corona de Reina de Guayaquil.
Diana además de ser modelo, estudió Comunicación Organizacional y Relaciones Públicas en la Universidad Espíritu Santo. Habla inglés, portugués e italiano. Sus estudios en comunicación/relaciones públicas y su carrera como modelo fueron el impulso para que posteriormente se desenvuelva como periodista.
Dentro de su carrera periodística ha participado en diferentes medios de comunicación y programas televisivos como: “ECOS”, “Más que ver”, “Unidos por la pasión”, “La playa es todo”, programas transmitidos por Teleamazonas. Además, se ha desempeñado como presentadora de noticias en el mismo canal.

## Carrera
Su primer contrato de trabajo lo obtuvo a la edad de 15 años, para una promoción disfrazada como barbie, también tomó clases de modelaje en la Agencia Kasse, para luego viajar a Milán, Italia y después a Japón.
En el 2003, a sus 19 años, Diana León fue elegida Reina de Guayaquil; la elección fue realizada en el Teatro Centro de Arte.
Diana León “en una entrevista realizada por la Universidad Espíritu Santo dijo que el certamen o reinado era diferente por que no es un evento enfocado netamente a la belleza, sino que forma parte de una fundación enfocada a la ayuda social y cívica con el fin de ayudar a la ciudad de Guayaquil y a su gente”. Durante su reinado en la Fundación Reina de Guayaquil, fortaleció el área de albergue para niños y ancianos y dio atención al tema sobre la prevención de catástrofes y desastres. Adicionalmente desarrolló el II Concurso de pintura en las escuelas fiscales.
Para el 2013 el portal "lista.20 minutos.es" la ubica en el puesto número 20 del ranking de las 60 mujeres más bellas del Ecuador.
En el 2016, Diana León fue elegida como embajadora de belleza, por la reconocida marca de cosméticos ésika, ya que es una de las mujeres más destacadas en el Ecuador por su trayectoria profesional. Un reconocimiento que aceptó con gran felicidad debido al impulso en su carrera de modelaje.
Después de un largo recorrido como modelo y reina de Guayaquil, viaja a Quito donde cambia de carrera a comunicación organizacional y relaciones públicas. Mientras estudiaba  fue invitada por Teleamazonas a formar parte del equipo de trabajo en programas como: "Más que ver", "Unidos por la pasión" y "La Playa es todo". Actualmente es presentadora de noticias en el noticiero de 9:00 a 10:00 junto a Paty Terán y Renán Ordóñez, tiene una trayectoria de más de 10 años en Teleamazonas y fue locutora en el programa radial lo “queustedquiereoir” en radio Forever.
Antes de regresar a su ciudad natal, Guayaquil, trabajó en Teleamazonas como presentadora en el programa "ECOS" junto a Milton Pérez.

## Actualidad
En la actualidad Diana, está casada con Mateo Fioravanti con el cual tiene 4 hijos (Agustina, Ignacio, Luciano y Ezequiel). Al mismo tiempo que continúa con su carrera periodística dentro del canal Teleamazonas.
Diana cuenta en una entrevista realizada por la Facultad de Comunicación de la UEES (Universidad Espíritu Santo) que “por la escalofriante realidad de los datos sobre la violencia hacia los niños en el Ecuador, decidió  formar parte de “Ecuador dice no más”; organización que pretende prevenir la violencia doméstica y de abuso sexual y del movimiento “por ser Niña” del Grupo DIFARE, una iniciativa de Plan Internacional, para asegurar que todas las niñas puedan aprender, decidir, liderar y prospera.”
En una entrevista realizada por la Revisa Cosas, Diana comenta que "la vida es un constante aprendizaje pese a su larga trayectoria profesional en la cual ha llegado a consolidarse dentro del país".
Diana, dentro de la entrevista que realizó para la Revista Cosas, comentó que en el año 2015 su mayor logró profesional fue la cobertura de la llegada del Papa al país, expresó que fue una ardua labor ya que el canal no paró la transmisión en todo el día, asimismo, como un gran logró relató las experiencias de sus jornadas en la lluvia y el frío de Quito.